# 毛叶铁苋菜
毛叶铁苋菜（学名：Acalypha mairei）为大戟科铁苋菜属下的一个种。

## 扩展阅读
- 維基物種上的相關：毛叶铁苋菜